# Nikon 1 J1

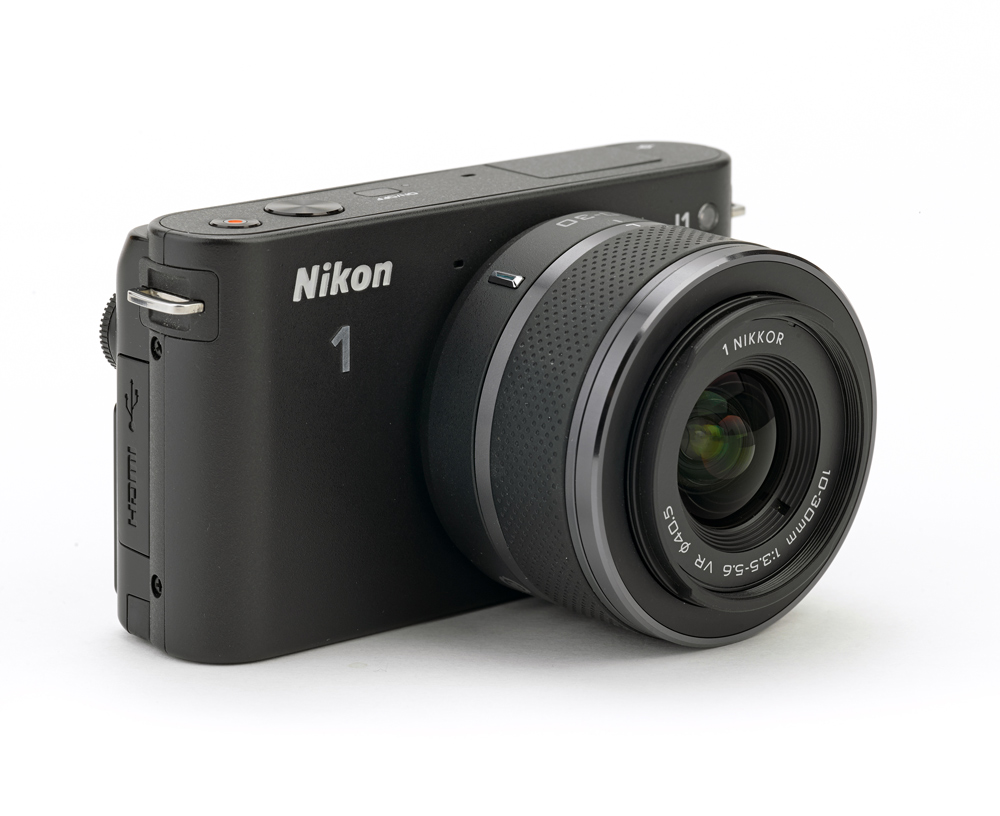
Nikon J1 з об'єктивом 10-30 мм

Nikon 1 J1 — цифровий фотоапарат від компанії Nikon.

## Технічні характеристики
- Матриця фотоапарата 13,2×8,8 мм, 10.1 Мп, КМОН
- світлочутливість ISO: 100-3200, еквівалент 6400

### Об'єктив Nikkor
- Фокусна відстань: 10 мм
- Діапазон діафрагми: f/2.8
- Число пелюсток діафрагми: 7
- Зум: оптичний 3.66x
- Фокусування: Автофокусування, одноточковий АФ, автоматичний вибір зони, ведення об'єкта, ручна фокусування
- Серійна зйомка: 10, 30 або 60 кадрів в секунду
- Запис відео: Full HD (1920x1080)
- Затвор: Електронний

Швидкість: 1/16 000-30 з кроками 1/3 EV